# Eugène Bataillon
Pour les articles homonymes, voir Bataillon (homonymie).
Eugène Bataillon, né le 22 octobre 1864 à Annoire (Jura) et mort le 1er novembre 1953 à Montpellier (Hérault), est un généticien et biologiste français, membre de l'Académie des Sciences. 

## Biographie
Jean-Eugène Bataillon est le fils d’un maçon : François Mathieu Bataillon (9 nov. 1836 – 24 fév. 1902), originaire d'une famille de petits paysans de la Creuse. Il a épousé une blanchisseuse : Marie Henriette Dupuis (18 déc. 1836 – 16 janv. 1894), d'une famille de paysans aisés du village de Annoire où il s'est installé. Le couple a six enfants dont Eugène, le second, est le seul à faire des études secondaires, au petit séminaire de Vaux-sur-Poligny. Désireux d'éviter la prêtrise, il passe le baccalauréat en candidat libre en devenant surveillant de collège, métier qui lui permet ensuite après des débuts en philosophie de passer une licence de sciences naturelles (1887). Ce brillant étudiant est alors recruté comme préparateur (c'est-à-dire assistant) à la Faculté des sciences de Lyon. Il y prépare un doctorat passé en 1891 sur les métamorphoses des batraciens. Le 24 avril 1890 il se marie à Marie Henriette Wahl (26 janv. 1864 – 5 mai 1943). Née à Alger, elle est fille de Antonine Bardou (couturière dans cette ville) et de Daniel Wahl, fonctionnaire de préfecture à Constantine et à Alger (1855-1879), avocat de formation et appartenant à une famille de commerçants juifs de la région de Mulhouse. Il prend sa retraite à Lyon. Le couple Eugène-Marie eut sept enfants : Lionel (1891–1961), agrégé d'histoire et de géographie, professeur au lycée de Montpellier; René Henri (1893–1979), physicien, inspecteur général de l'Education nationale; Marcel, hispaniste spécialisé dans l'Espagne du XVIe siècle, professeur au Collège de France (1895–1977); André Sébastien (1897–1917), étudiant en médecine, mort au front du Chemin des Dames; Charles Eugène (1900–1924), étudiant en médecine; Robert (1903-1957), médecin, inspecteur départemental des services d'hygiène (diverses villes et finalement Nîmes) et Jean (1904–1988), juriste à Electricité de France, époux de Marguerite Flauraud, inspectrice générale de l'Education nationale (arts ménagers). C'est ce dernier qui étudia la généalogie familiale.
La carrière de professeur de biologie d'Eugène Bataillon est d'abord à la Faculté des sciences de Dijon (1893-1919), dont il devient le doyen. Puis il est doyen de la Faculté des sciences de Strasbourg (1919-1922), recteur de l'Académie de Clermont-Ferrand (1922-1924), enfin professeur à Montpellier (1924-1935), d'où il prend sa retraite à Castelnau-le-Lez. Ce biologiste, qui toute sa vie reste proche de ses origines paysannes se spécialise dans l'étude de la reproduction animale. Il travaille notamment à la question de la parthénogénèse expérimentale chez les vertébrés. À la suite de Jacques Loeb (1859-1924) et de Nikolai Mikhailovich Kulagin (1860-1940), Bataillon conduit une série d’expériences et réussit à provoquer une réaction de développement d’œufs non fécondés de grenouille. La célébrité que lui donnent ces recherches le fait accueillir comme membre correspondant de l'Académie des sciences (1916)
Après la mort de sa femme, il rédige des mémoires dont la partie scientifique est publiée par son ami Jean Rostand (Une enquête de trente-cinq ans sur la génération, 1900-1935), préface et glossaire de Jean Rostand, SEDES, Paris, 1955, collection Esprit et méthode, 134 p. L'essentiel des papiers professionnels de Eugène Bataillon (dont des liasses retrouvées très tardivement -2013- à l'Université de Montpellier) a été déposé aux archives de l'Université de Strasbourg.

## Source
- Jean-Louis Fischer (1995). Eugene Bataillon (1864-1953) and traumatic parthenogenesis, Roux's Archives of Developmental Biology, 204 : 281-283.  (ISSN 0930-035X)

## Orientation bibliographique
- R. Courrier (1954), Notice sur la vie et les travaux de Eugène Bataillon. Institut, 25 : 1-45.
- Jean Rostand (1959), Hommage à Eugène Bataillon, Congrès des Sociétés savantes de Paris et des départements (Dijon), section science.